# Ireneusz Celary
Ireneusz Andrzej Celary (ur. 20 marca 1964 w Tarnowskich Górach) – polski duchowny katolicki, kapłan archidiecezji katowickiej, profesor nauk teologicznych na Wydziale Teologicznym Uniwersytetu Śląskiego w Katowicach. Specjalizuje się w liturgice oraz teologii pastoralnej.

## Życiorys
W 1989 roku ukończył magisterskie studia teologiczne w Wyższym Śląskim Seminarium Duchownym w Katowicach i przyjął święcenia kapłańskie. W 1992 roku otrzymał stopień licencjata rzymskiego w Akademii Teologii Katolickiej w Warszawie. Doktorat obronił w 1998 roku w Papieskiej Akademii Teologicznej w Krakowie. Habilitował się w 2004 roku w Wydziale Teologicznym Uniwersytetu Opolskiego. 20 grudnia 2004 roku Centralna Komisja ds. Tytułu Naukowego i Stopni Naukowych w Warszawie zatwierdziła nadany mu stopień doktora habilitowanego nauk teologicznych w zakresie teologii pastoralnej. W latach 2000–2002 odbył staż naukowy w Wiedniu (stypendium stowarzyszenia „Post-Netzwerk” der mitel- und osteuropäischen Pastoraltheologinnen und Pastoraltheologen). W 2012 roku otrzymał Kardinal-Bertram Stipendium (Institut für ostdeutsche Kirchen- und Kulturgeschichte e.V. – Regensburg). W 2016 roku prezydent RP wręczył mu tytuł naukowy profesora nauk teologicznych. W latach 2018–2019 stypendysta Katholisches Akademischer Ausländer-Dienst (KAAD) w Bonn, KU proFOR+ i Zentrum für Flucht und Migration der KU Eichstätt-Ingolstadt (realizacja projektu badawczego „Migration 3.0: Integration polnischer Familien in die deutsche Gesellschaft und ihre langfristigen Herausforderungen” we współpracy z Lehrstuhl für Pastoraltheologie und Pastoralpsychologie Katolickiego Uniwersytetu w Eichstätt). 1 października 2004 roku został zatrudniony w Wydziale Teologicznym Uniwersytetu Śląskiego jako adiunkt, a od 1 kwietnia 2010 roku jest zatrudniony na stanowisku profesora nadzwyczajnego. Jest członkiem Polskiego Stowarzyszenia Pastoralistów i Duszpasterzy im. Jana Pawła II, PosT-Netzwerk der mittel- und osteuropäischen Pastoraltheologinnen und Pastoraltheologen w Wiedniu oraz Mitglied des Partnergremiums des KAAD – Dienstes e. V. we Wrocławiu.

## Publikacje
- Pastoralne wskazania dotyczące liturgii sakramentalnej (1998)
- Obrzędowość świecka w Polsce (1944-1989) jako wyzwanie dla współczesnego życia duszpastersko-liturgicznego (1999)
- Cudowny obraz Matki Bożej Nieustającej Pomocy (1999)
- Nabożeństwo do Matki Bożej Nieustającej Pomocy (1999)
- Kult Matki Bożej Nieustającej Pomocy w archidiecezji katowickiej (2000)
- Rezurekcyjny wymiar nowej ewangelizacji i główne „miejsca” jej urzeczywistnienia (2004)
- Biskup Herbert Bednorz – życie czwartego biskupa katowickiego. W setną rocznicę urodzin biskupa Herberta Bednorza (1908-2008) (red.) (2008)
- Zagrożenia współczesnej rodziny w aspekcie pastoralno-społecznym (współred.) (2008)
- Aby wszyscy stanowili jedno – Damit alle Eins sein. W osiemdziesiątą rocznicę śmierci biskupa katowickiego Arkadiusza Lisieckiego (red.) (2010)
- Rodzina polska na emigracji w duszpastersko-społecznej refleksji (współred.) (2011)
- Duszpasterstwo rodzin w Polskiej Misji Katolickiej w Wiedniu w latach 1981–2010 (2013)
- Homo oeconomicus w pastoralno-społecznej przestrzeni (współred.) (2013)
- Odpowiedzialność w przestrzeni społeczno-pastoralnej (współred.) (2013)
- Historia. Teologia. Tradycja. Księga Jubileuszowa dedykowana Księdzu Profesorowi Józefowi Krętoszowi w 65. rocznicę urodzin („Studia Pastoralne”, t. X (2014), nr 10) (współred.) (2014)
- Etos pracy w przestrzeni społeczno-pastoralnej (współred.) (2015)
- Wykluczenie jako problem wielowymiarowy (współred.) (2016)
- Osoba starsza w perspektywie społeczno-pastoralnej (współred.) (2017)
- Media w rodzinie w perspektywie pastoralno-społecznej (współred.) (2018)
- Wsłuchani w Ducha. Ku odnowie wspólnoty parafialnej – rodziny Bożej (współautor) (2019)
- Integration 4.0 – Mit der Pastoral ein zu Hause finden (współautor) (2020).